# Juvigny Val d'Andaine
Juvigny Val d'Andaine est une commune nouvelle française située dans le département de l'Orne en région Normandie
Elle est créée le 1er janvier 2016 par la fusion de sept communes, sous le régime juridique des communes nouvelles. Les communes de La Baroche-sous-Lucé, Beaulandais, Juvigny-sous-Andaine, Loré, Lucé, Saint-Denis-de-Villenette et Sept-Forges deviennent des communes déléguées.

## Géographie

### Hydrographie
La commune est située dans le bassin Loire-Bretagne. Elle est drainée par la Mayenne, le Bazeille, le Mousse, le ruisseau des Louvrières, la Prise Pontin, le fief au bœufs, le ruisseau des Louvrières, le ruisseau des Vallées, l'Ortel, le Ménil Roullé, le Pont Maingot, le ruisseau de Cutesson, le ruisseau de la Barre, le ruisseau de la Picardière et divers autres petits cours d'eau,.le ruisseau du Ménil roullé,
La Mayenne, d'une longueur de 203 km, prend sa source dans la commune de Lalacelle, dans le département de l'Orne dont elle longe la limite sud-ouest, puis traverse la Mayenne et se jette  dans la Maine à Angers (Maine-et-Loire), après avoir traversé 58 communes. 
Le Bazeille, d'une longueur de 11 km, prend sa source dans la commune  et se jette  dans la Varenne en limite de Torchamp et de Domfront en Poiraie, face à Saint-Mars-d'Égrenne, après avoir traversé cinq communes. 
Le Mousse, d'une longueur de 10 km, prend sa source dans la commune de La Ferrière-aux-Étangs et se jette  dans la Vée à Bagnoles de l'Orne Normandie, après avoir traversé six communes. 
Le ruisseau des Louvrières, d'une longueur de 10 km, prend sa source dans la commune  et se jette  dans la Mayenne à Rives d'Andaine, après avoir traversé deux communes. 

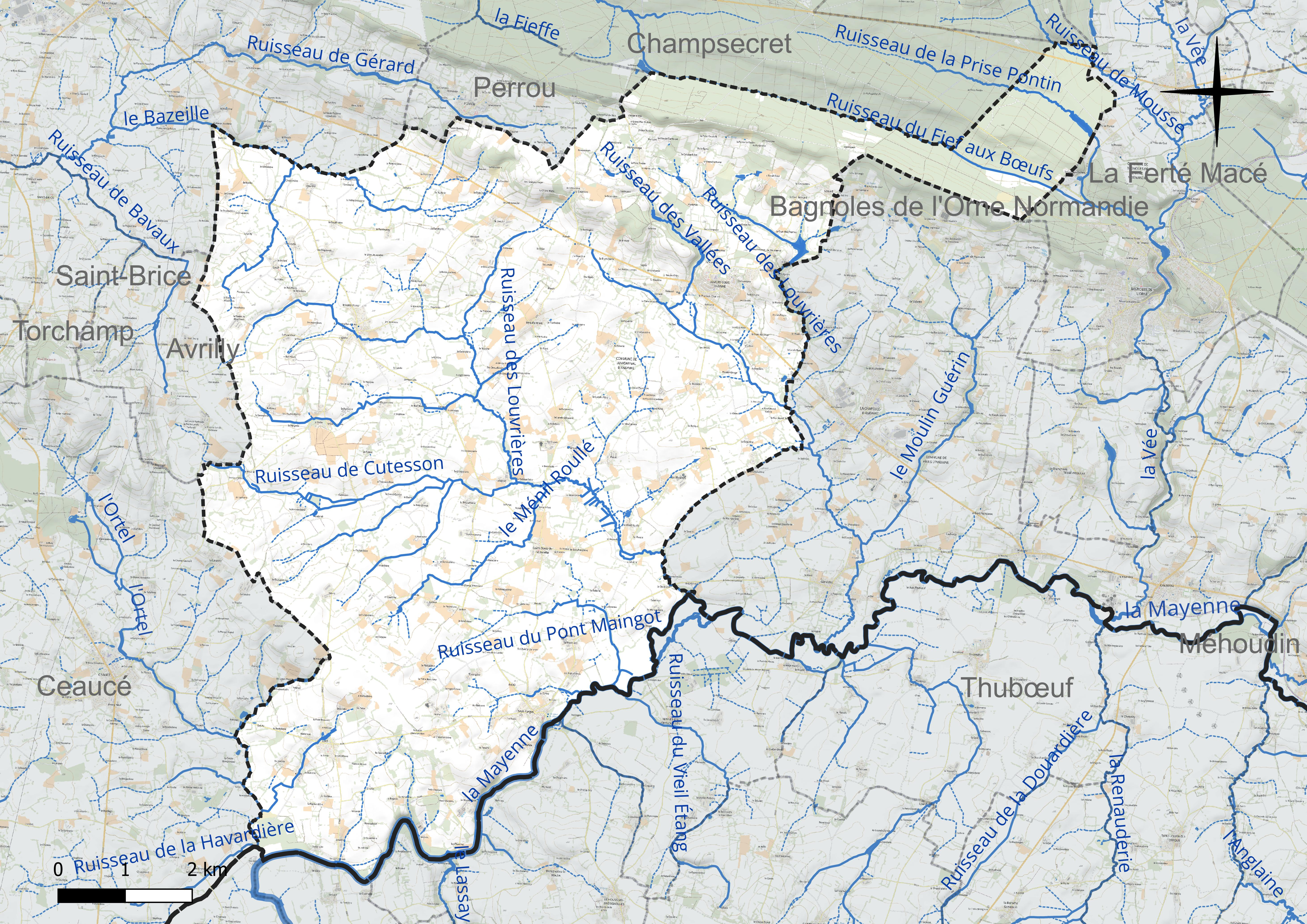
Réseau hydrographique de Juvigny Val d'Andaine.

### Climat
Pour des articles plus généraux, voir Climat de la Normandie et Climat du Val-d'Oise.
En 2010, le climat de la commune est de type climat océanique altéré, selon une étude du CNRS s'appuyant sur une série de données couvrant la période 1971-2000. En 2020, Météo-France publie une typologie des climats de la France métropolitaine dans laquelle la commune est exposée à un climat océanique et est dans la région climatique Normandie (Cotentin, Orne), caractérisée par une pluviométrie relativement élevée (850 mm/a) et un été frais (15,5 °C) et venté. Parallèlement le GIEC normand, un groupe régional d’experts sur le climat, différencie quant à lui, dans une étude de 2020, trois grands types de climats pour la région Normandie, nuancés à une échelle plus fine par les facteurs géographiques locaux. La commune est, selon ce zonage, exposée à un « climat contrasté des collines », correspondant au Bocage normand, bien arrosé, voire très arrosé sur les reliefs les plus exposés au flux d’ouest, et frais en raison de l’altitude.
Pour la période 1971-2000, la température annuelle moyenne est de 10,5 °C, avec une amplitude thermique annuelle de 13,6 °C. Le cumul annuel moyen de précipitations est de 863 mm, avec 12,9 jours de précipitations en janvier et 7,6 jours en juillet. Pour la période 1991-2020, la température moyenne annuelle observée sur la station météorologique la plus proche, située sur la commune  à 5 399 km à vol d'oiseau, est de 0,0 °C et le cumul annuel moyen de précipitations est de 0,0 mm,. Pour l'avenir, les paramètres climatiques de la commune estimés pour 2050 selon différents scénarios d’émission de gaz à effet de serre sont consultables sur un site dédié publié par Météo-France en novembre 2022.

## Urbanisme

### Typologie
Au 1er janvier 2024, Juvigny Val d'Andaine est catégorisée commune rurale à habitat dispersé, selon la nouvelle grille communale de densité à sept niveaux définie par l'Insee en 2022.
Elle est située hors unité urbaine et hors attraction des villes,.

### Habitat - Logement
En 2018, le nombre total de logements dans la commune était de 1 413, alors qu'il était de 1 393 en 2013 et de 1 335 en 2008.
Le tableau ci-dessous présente la typologie des logements à Juvigny Val d'Andaine en 2018, qui doit être interprété en comparaison avec celle de l'Orne et de la France entière. Une caractéristique marquante du parc de logements est ainsi une proportion de résidences secondaires et logements occasionnels (28,1 %) très supérieure à celle du département (10,5 %) et supérieure à celle de la France entière (9,7 %). Concernant le statut d'occupation de ces logements, 70,8 % des habitants de la commune sont propriétaires de leur logement (68,5 % en 2013), contre 64,3 % pour l'Orne et 57,5 pour la France entière,.
| Logements                                        | Nombre en 2008 | % en 2008 | nombre en 2013 | % en 2013 | nombre en 2018 | % en 2018 |
| ------------------------------------------------ | -------------- | --------- | -------------- | --------- | -------------- | --------- |
| Total                                            | 1 335          | 100 %     | 1 393          | 100 %     | 1 413          | 100 %     |
| Résidences principales                           | 964            | 72,3 %    | 969            | 69,6 %    | 1 015          | 71,8 %    |
| → Dont HLM                                       | 72             | 7,5 %     | 60             | 6,2 %     | 75             | 7,3 %     |
| Résidences secondaires et logements occasionnels | 221            | 16,6 %    | 210            | 15,0 %    | 210            | 14,8 %    |
| Logements vacants                                | 149            | 11,2 %    | 214            | 15,4 %    | 189            | 13,3 %    |
| Dont :                                           |                |           |                |           |                |           |
| → maisons                                        | 1 260          | 94,4 %    | 1 320          | 94,8 %    | 1 337          | 94,6 %    |
| → appartements                                   | 65             | 4,9 %     | 71             | 5,1 %     | 73             | 5,1 %     |

## Toponymie
Le toponyme créé lors de la création de la commune nouvelle reprend en partie celui de la commune chef-lieu, Juvigny-sous-Andaine.
Le déterminant se réfère à la forêt d'Andaine.

## Histoire
La commune est créée le 1er janvier 2016 par un arrêté préfectoral du 28 décembre 2015, par la fusion de sept anciennes communes, sous le régime juridique des communes nouvelles instauré par la loi no 2010-1563 du 16 décembre 2010 de réforme des collectivités territoriales. Les communes de La Baroche-sous-Lucé, Beaulandais, Juvigny-sous-Andaine, Loré, Lucé, Saint-Denis-de-Villenette et Sept-Forges deviennent alors des communes déléguées et Juvigny-sous-Andaine est le chef-lieu de la commune nouvelle.
Cette fusion a été décidée pour limiter l'impact de la baisse des dotations de l'État.

## Politique et administration

### Rattachements administratifs et électoraux
La commune se trouve dans l'arrondissement d'Alençon du département de l'Orne.
Pour les élections départementales, la commune fait partie du canton de Bagnoles de l'Orne Normandie
Pour l'élection des députés, elle fait partie de la première circonscription de l'Orne.

### Intercommunalité
La commune est le siège de la communauté de communes Andaine-Passais, un établissement public de coopération intercommunale (EPCI) à fiscalité propre créé en 2017 et auquel la commune a transféré un certain nombre de ses compétences, dans les conditions déterminées par le code général des collectivités territoriales.
Les anciennes communes fusionnées étaient membres de la communauté de communes du Pays d'Andaine, qui a fusionné le 1er janvier 2017 avec la communauté de communes du Bocage de Passais-la-Conception, créant ainsi l'actuelle  communauté de communes Andaine-Passais,

### Liste des maires
| Période      | Période                       | Identité        | Étiquette | Qualité |
| ------------ | ----------------------------- | --------------- | --------- | --- |
| janvier 2016 | mai 2022                      | Bernard Moreau, | DVD       | Ancien agriculteur, Maire de Loré (1995 → 2016) Maire délégué de Loré (2017 → ) Vice-président à la CC Andaine-Passais Démissionnaire |
| mai 2022     | En cours (au 2 décembre 2020) | Henri Leroux    |           | Mécanicien de précision retraité Maire délégué de Beaulandais Vice-président à la CC Andaine-Passais (2017 → )                        |

## Équipements et services publics
La commune s'est dotée d'une nouvelle mairie en 2021, aménagée suivant les plans du cabinet d'architecture JSA dans maison une bourgeoise du XIXe siècle vacante à la suite du décès de sa propriétaire, ancienne maire de Juvigny-sous-Andaine. Cet aménagement, qui abrite également la mairie déléguée de Juvigny-sous-Andaine, a bénéficié d'importantes subventions,.
Une maison FranceService est aménagée dans les locaux de l'agence postale communale,.

### Enseignement
Les enfants de la commune sont scolarisés dans une école comptant, à la rentrée 2021, 101 élèves inscrits en classes maternelles et élémentaires. L'établissement est doté d'une cantine et d'un accueil périscolaire,.

## Population et société

### Démographie
L'évolution du nombre d'habitants est connue à travers les recensements de la population effectués dans la commune depuis sa création ou dans les anciennes communes fusionnées, avant 2017.
| 1968  | 1975  | 1982  | 1990  | 1999  | 2008  | 2013  | 2018  |
| ----- | ----- | ----- | ----- | ----- | ----- | ----- | ----- |
| 2 725 | 2 568 | 2 422 | 2 411 | 2 300 | 2 272 | 2 211 | 2 180 |

| Nom                          | Code Insee | Intercommunalité     | Superficie (km2) | Population (dernière pop. légale) | Densité (hab./km2) |
| ---------------------------- | ---------- | -------------------- | ---------------- | --------------------------------- | ------------------ |
| Juvigny-sous-Andaine (siège) | 61211      | CC du Pays d'Andaine | 22,00            | 908 (2021)                        | 41                 |
| La Baroche-sous-Lucé         | 61025      | CC du Pays d'Andaine | 22,18            | 411 (2021)                        | 19                 |
| Beaulandais                  | 61033      | CC du Pays d'Andaine | 8,57             | 160 (2021)                        | 19                 |
| Loré                         | 61235      | CC du Pays d'Andaine | 6,34             | 178 (2021)                        | 28                 |
| Lucé                         | 61239      | CC du Pays d'Andaine | 6,09             | 79 (2021)                         | 13                 |
| Saint-Denis-de-Villenette    | 61380      | CC du Pays d'Andaine | 5,89             | 134 (2021)                        | 23                 |
| Sept-Forges                  | 61469      | CC du Pays d'Andaine | 8,55             | 244 (2021)                        | 29                 |

## Culture locale et patrimoine

### Lieux et monuments
- Tour de Bonvouloir (XVe et XVIIIe siècles), vestige de l'ancien château, dont des douves découvertes en 2021 sont plus anciennes et datent du XIVe siècle[42], ainsi que le jardin ethnobotanique de Bonvouloir, destiné à transmettre la connaissance des végétaux et des savoirs qui y sont attachés tout en mettant en évidence les plantes utilisées dans la vie quotidienne et la médecine populaire, cultivées ou bien cueillies dans la nature[43],[44].
Les locaux, acquis par l'intercommunalité en 1999, ont fait l'objet de nombreux travaux d'aménagement et de création de locaux complémentaires, tels que rénovation de l’accueil et de la chapelle, remise en état du plan d’eau, construction d’un centre équestre, de gîtes[45],[46]...

- Croix hosannière de 1628 en granite de Beaulandais.
- Gué de Loré, ancien gué sur la voie romaine de Jublains à Vieux, site archéologique à Loré.

- Motte féodale, à 50 m au sud de l'église de Lucé, surnommée « la Colline ».
- Église Saint-Denis de Saint-Denis-de-Villenette, en partie du XIIe siècle.
- Église Saint-Aignan de Sept-Forges du XVIe siècle.
- Chapelle Notre-Dame d'Étrigé à trois kilomètres de  Sept-Forges, route de Geneslay, et datant du XIIe siècle, La paroisse d'Etrigé a été supprimée en 1832 et ses habitants rattachés à Sept-Forges pour la partie sud et Saint-Denis-de-Villenette, pour la partie nord.
La chapelle dispose de peintures murales du XVe siècle dans le chœur, et la nef lambrissée de l'époque romane est soutenue par des poteaux.
Elle abrite des dalles funéraires datant du VIIe au XIe siècle, une Vierge à l'Enfant en pierre du XVIe siècle (classée monument historique) et un maître-autel du XVIIIe siècle.
La chapelle a bénéficié de travaux de restauration en 2007, 2011 et 2021[47] et a été récompensée du 1er prix du Mécénat populaire décerné par la Fondation du patrimoine en 2019[48].

- Manoir de Mebzon.
- La forêt d'Andaine.

### Personnalités liées à la commune
- Leutenant Willis Reeves, pilote américain  d’un Mustang 51, tué à 19 ans après une mission de bombardement pendant les combats de la Libération de la France, tombé au lieudit Bazeille à Lucé.
Une stèle à sa mémoire a été inaugurée en 2019 près de l'endroit de son crash[49].

## Pour approfondir